# Iodeto de titânio (III)
Iodeto de titânio (III), também chamado de triodeto de titânio (III) é o composto inorgânico com a fórmula TiI3, possuindo massa molecular de 428,6 g/mol e classificado com o número CAS 13783-08-9.
Forma complexos com ligantes contendo oxigênio e nitrogênio, com as seguintes estequiometrias:
- 2TiI3.3bipy [Nota 1]
- TiI3.2L (onde L corresponde a éter dimetílico do etilenoglicol, trimetilamina, α-picolina ou [Nota 2] 1,10-fenantrolina)
- TiI3.3L (onde L corrsponde a piridina, γ-picolina, tetraidrofurano ou 1,4-dioxano)
- TiI3.4CH3CN.[Nota 3][2]